# GRB 080916C
GRB 080916C là vụ nổ tia gamma (GRB) được ghi lại vào ngày 16 tháng 9 năm 2008 trong chòm sao Carina và được phát hiện bởi Kính viễn vọng Không gian tia Gamma Fermi của NASA. Đây là vụ nổ tia gamma mạnh nhất từng được ghi nhận. Vụ nổ có năng lượng xấp xỉ 5900 loại siêu tân tinh Ia và các tia khí phát ra các tia gamma ban đầu di chuyển với vận tốc tối thiểu khoảng 299.792.158 m / s (0.999999c), khiến vụ nổ này trở thành cực điểm được ghi nhận cho đến nay. [1] [2]
Độ trễ 16,5 giây đối với tia gamma năng lượng cao nhất quan sát được trong vụ nổ này phù hợp với một số lý thuyết về lực hấp dẫn lượng tử, nói rằng tất cả các dạng ánh sáng có thể không truyền qua không gian với cùng tốc độ. Các tia gamma năng lượng rất cao có thể bị chậm lại khi chúng lan truyền qua sự nhiễu loạn lượng tử của không-thời gian. [3] [4]
Vụ nổ diễn ra cách xa 12,2 tỷ năm ánh sáng (khoảng cách di chuyển của ánh sáng). Điều đó có nghĩa là nó đã xảy ra cách đây 12,2 tỷ năm khi vũ trụ chỉ khoảng 1,5 tỷ năm tuổi. Vụ nổ kéo dài trong 23 phút, gần gấp 700 lần mức trung bình hai giây đối với GRB năng lượng cao. Các quan sát tiếp theo được thực hiện trong 32 giờ sau vụ nổ sử dụng Máy dò quang / cận hồng ngoại Gamma-Ray (GROND) trên kính viễn vọng 2,2 mét tại Đài thiên văn Nam châu Âu ở La Silla, Chile, cho phép các nhà thiên văn xác định chính xác khoảng cách của vụ nổ 12,2 tỷ năm ánh sáng. [5]
Nếu tất cả năng lượng từ GRB 080916C có thể được thu giữ và chuyển đổi thành điện có thể sử dụng với hiệu suất 100%, nó sẽ sản xuất đủ điện để cung cấp cho toàn bộ hành tinh trái đất 13,5 triệu năm (theo mức tiêu thụ điện của năm 2008).